# Coppa Svizzera 1997-1998
La Coppa Svizzera 1997-1998 è stata la 73ª edizione della manifestazione calcistica. È iniziata il 3 agosto 1997 ed è terminata il 1º giugno 1998.
Ad aggiudicarsi il trofeo è stato il Losanna per l'8ª volta nella sua storia.

## Primo turno
| Squadra 1             | Risultato                 | Squadra 2                   |
| --------------------- | ------------------------- | --------------------------- |
| 3 agosto 1997         |                           |                             |
| Konolfingen           | 1 - 1 d.t.s (5-4 d.c.r.)  | Interlaken                  |
| 6 agosto 1997         |                           |                             |
| Birr                  | 1 - 5                     | Schwamendingen              |
| 7 agosto 1997         |                           |                             |
| Herzogenbuchsee       | 0 - 4                     | Kirchberg                   |
| St. Margarethen       | 1 - 2                     | Kreuzlingen                 |
| 8 agosto 1997         |                           |                             |
| Hergiswil             | 1 - 3                     | Dulliken                    |
| 9 agosto 1997         |                           |                             |
| Porrentruy            | 4 - 1                     | Old Boys Basilea            |
| Kirchberg BE          | 0 - 3                     | Derendingen                 |
| Worb                  | 1 - 4                     | Marly                       |
| Wyler Bern            | 1 - 2                     | Ostermundigen               |
| Therwil               | 2 - 5                     | Burgdorf                    |
| Siebnen               | 0 - 2 d.t.s.              | Buttikon                    |
| Ecublens              | 2 - 1                     | La Sallaz                   |
| Portalban/Gletterens  | 4 - 1                     | Moudon                      |
| Orpund                | 3 - 1                     | Fontainemelon               |
| Massongex             | 0 - 2 d.t.s.              | Savièse                     |
| Visp                  | 1 - 2                     | Salgesch                    |
| Collex-Bossy          | 1 - 1 d.t.s. (3-2 d.c.r.) | Signal Bernex               |
| Malley                | 5 - 2                     | Vernier                     |
| Forward Morges        | 3 - 4 d.t.s.              | Epalinges                   |
| La Tour/Le Pâquier    | 0 - 2                     | Châtel-St-Denis             |
| Collombey-Muraz       | 1 - 0                     | Chalais                     |
| Etagnières            | 0 - 3                     | Saint-Légier                |
| Stade Payerne         | 3 - 1                     | Romontois                   |
| Altbüron-Grossdietwil | 1 - 2                     | Willisau                    |
| Sarnen                | 1 - 1 d.t.s. (5-4 d.c.r.) | Schönenwerd-Niedergösgen    |
| Winznau               | 3 - 2                     | Zofingen                    |
| Turgi                 | 1 - 3                     | Brugg                       |
| Laax                  | 1 - 4                     | Walenstadt                  |
| Töss                  | 2 - 4                     | Mönchaltorf                 |
| Tössfeld Winterthur   | 2 - 3                     | Fortuna San Gallo           |
| Wülflingen            | 0 - 2                     | Uznach                      |
| Biaschesi             | 3 - 0                     | Malcantone Agno             |
| 10 agosto 1997        |                           |                             |
| Zollikofen            | 3 - 3 d.t.s. (6-7 d.c.r.) | Azzurri Bienne              |
| Black Stars Basilea   | 3 - 0                     | Moutier                     |
| Pfäffikon             | 5 - 2                     | Horgen                      |
| Wetzikon              | 2 - 0                     | Bazenheid                   |
| Aadorf                | 0 - 3                     | Winkeln                     |
| Wallisellen           | 3 - 0                     | Juventina Wettingen         |
| Oetwil am See         | 1 - 2                     | Baar                        |
| Beringen              | 1 - 2                     | Widnau                      |
| Echichens             | 1 - 3                     | Le Mont                     |
| Laufen                | 3 - 2                     | Alle                        |
| Bilten                | 3 - 10                    | Stäfa                       |
| Trübbach              | 1 - 6                     | Cham                        |
| Flawil                | 1 - 2 d.t.s.              | Veltheim                    |
| Develier              | 0 - 3                     | Aesch                       |
| St-Paul-Vésenaz       | 1 - 0                     | Cologny Ginevra             |
| Reiden                | 0 - 1                     | Subingen                    |
| Alpnach               | 8 - 3 d.t.s.              | Schöftland                  |
| Goldau                | 2 - 6                     | Wohlen                      |
| Cortaillod            | 0 - 4 d.t.s.              | Lamboing                    |
| Uster                 | 0 - 1                     | Blue Stars Zurigo           |
| Landquart             | 1 - 0                     | Flums                       |
| Italiana Berna        | 2 - 1                     | Düdingen                    |
| Tresa                 | 0 - 3                     | Lamone                      |
| Arbedo                | 4 - 1                     | Erstfeld                    |
| Bôle                  | 3 - 1 d.t.s.              | Deportivo La Chaux-de-Fonds |
| Fislisbach            | 0 - 6                     | Seefeld                     |
| 12 agosto 1997        |                           |                             |
| Dornach               | 4 - 0                     | Baudepartement Basel        |

## Secondo turno
| Squadra 1            | Risultato                 | Squadra 2         |
| -------------------- | ------------------------- | ----------------- |
| 17-24 agosto 1997    |                           |                   |
| Ecublens             | 0 - 2                     | Stade Lausanne    |
| Lamboing             | 0 - 4                     | Serrières         |
| Sarnen               | 1 - 1 d.t.s. (3-2 d.c.r.) | Schötz            |
| Portalban/Gletterens | 1 - 1 d.t.s. (4-2 d.c.r.) | Renens            |
| Bôle                 | 0 - 5                     | Colombier         |
| Marly                | 2 - 1 d.t.s.              | Bümpliz           |
| Black Stars Basilea  | 2 - 3                     | Bienne            |
| Azzurri Bienne       | 3 - 1                     | Noiraigue         |
| Burgdorf             | 1 - 6                     | Grenchen          |
| Derendingen          | 1 - 6                     | Wangen bei Olten  |
| Porrentruy           | 1 - 3                     | Concordia Basilea |
| Italiana Bern        | 0 - 3                     | Bulle             |
| Dornach              | 2 - 3                     | Lyss              |
| Aesch                | 1 - 4                     | Köniz             |
| Ostermundigen        | 3 - 2                     | Central Friburgo  |
| Subingen             | 3 - 1                     | Riehen            |
| Laufen               | 5 - 3                     | Klus-Balstahl     |
| Konolfingen          | 1 - 10                    | Friburgo          |
| Orpund               | 3 - 5                     | La Chaux-de-Fonds |
| Willisau             | 2 - 3                     | Münsingen         |
| Savièse              | 2 - 1                     | Naters            |
| Le Mont              | 0 - 3                     | Chênois           |
| Salgesch             | 0 - 6                     | Monthey           |
| Collex-Bossy         | 1 - 2                     | Vevey             |
| St-Paul-Vésenaz      | 1 - 4                     | Grand-Lancy       |
| Malley               | 2 - 3                     | Stade Nyonnais    |
| Epalinges            | 0 - 6                     | Meyrin            |
| Châtel-St-Denis      | 3 - 1                     | Montreux-Sports   |
| Collombey-Muraz      | 3 - 1                     | Martigny          |
| Widnau               | 0 - 2                     | Uznach            |
| Saint-Légier         | 1 - 3 d.t.s.              | Echallens         |
| Winznau              | 1 - 8                     | Muttenz           |
| Dulliken             | 0 - 2                     | Hochdorf          |
| Alpnach              | 1 - 5                     | Buochs            |
| Wohlen               | 1 - 3                     | Sursee            |
| Wallisellen          | 1 - 6                     | Alstetten         |
| Blue Stars Zurigo    | 2 - 3                     | Bellinzona        |
| Schwammendingen      | 0 - 1                     | Muri              |
| Seefeld              | 0 - 2                     | Red Star Zurigo   |
| Brugg                | 1 - 1 d.t.s. (8-7 d.c.r.) | Suhr              |
| Stäfa                | 1 - 7                     | Cham              |
| Baar                 | 1 - 3 d.t.s.              | Zugo              |
| Landquart            | 1 - 4                     | Tuggen            |
| Buttikon             | 1 - 4 d.t.s.              | Freienbach        |
| Pfäffikon            | 1 - 8                     | Rapperswil-Jona   |
| Walenstadt           | 1 - 1 d.t.s. (9-8 d.c.r.) | Glarus            |
| Mönchaltorf          | 0 - 2                     | Dübendorf         |
| Wetzikon             | 0 - 5                     | YF Juventus       |
| Fortuna San Gallo    | 1 - 4                     | Rorschach         |
| Winkeln              | 0 - 1                     | Bülach            |
| Veltheim             | 0 - 2 d.t.s.              | Gossau            |
| Kreuzlingen          | 1 - 1 d.t.s. (7-5 d.c.r.) | Frauenfeld        |
| Lamone               | 0 - 3 d.t.s.              | Chiasso           |
| Biaschesi            | 1 - 1 d.t.s. (5-4 d.c.r.) | Mendrisio         |
| Arbedo               | 3 - 7                     | Ascona            |
| Stade Payerne        | 1 - 6                     | Bex               |

## Terzo turno
| Squadra 1            | Risultato                | Squadra 2       |
| -------------------- | ------------------------ | --------------- |
| 5 settembre 1997     |                          |                 |
| La Chaux-de-Fonds    | 3 - 1                    | Münsingen       |
| Meyrin               | 3 - 1                    | Stade Lausanne  |
| Vevey                | 4 - 3                    | Grand-Lancy     |
| Sarnen               | 0 - 2                    | Biaschesi       |
| Gossau               | 4 - 1                    | Alstetten       |
| Portalban/Gletterens | 0 - 2                    | Stade Nyonnais  |
| 6 settembre 1997     |                          |                 |
| Châtel-St-Denis      | 5 - 0                    | Collombey-Muraz |
| Ostermundigen        | 1 - 6                    | Serrières       |
| Dübendorf            | 4 - 5                    | YF Juventus     |
| Wangen bei Olten     | 1 - 0                    | Hochdorf        |
| Stade Payerne        | 1 - 0                    | Chênois         |
| Glarus               | 0 - 3                    | Brugg           |
| Ascona               | 1 - 1                    | Buochs          |
| Concordia Basilea    | 0 - 1                    | Chiasso         |
| Sursee               | 0 - 3                    | Muttenz         |
| Bülach               | 0 - 1                    | Red Star Zurigo |
| Zugo                 | 1 - 2                    | Rapperswil-Jona |
| Freienbach           | 0 - 2                    | Tuggen          |
| Cham                 | 2 - 1                    | Uznach          |
| Subingen             | 0 - 0 d.t.s (2-3 d.c.r.) | Muri            |
| Laufen               | 2 - 2 d.t.s (4-5 d.c.r.) | Bellinzona      |
| Frauenfeld           | 3 - 1                    | Rorschach       |
| 7 settembre 1997     |                          |                 |
| Marly                | 3 - 3 d.t.s (4-3 d.c.r.) | Bienne          |
| Bulle                | 1 - 2                    | Monthey         |
| Savièse              | 2 - 4                    | Echallens       |
| Azzurri Bienne       | 1 - 7                    | Grenchen        |
| Lyss                 | 2 - 0                    | Köniz           |
| Colombier            | 0 - 1                    | Friburgo        |

## Trentaduesimi di finale
| Squadra 1         | Risultato                 | Squadra 2       |
| ----------------- | ------------------------- | --------------- |
| 19 settembre 1997 |                           |                 |
| Gossau            | 1 - 3                     | Sciaffusa       |
| Frauenfeld        | 0 - 3                     | SV Sciaffusa    |
| Grenchen          | 0 - 1                     | Soletta         |
| Châtel-St-Denis   | 0 - 3                     | Meyrin          |
| Friburgo          | 0 - 0 d.t.s. (3-5 d.c.r.) | Vevey           |
| La Chaux-de-Fonds | 1 - 3                     | Thun            |
| Muri              | 0 - 2                     | Bellinzona      |
| Stade Payerne     | 0 - 2                     | Stade Nyonnais  |
| 20 settembre 1997 |                           |                 |
| YF Juventus       | 2 - 2 d.t.s. (4-3 d.c.r.) | Biaschesi       |
| Wangen bei Olten  | 1 - 3                     | Wil             |
| Echallens         | 0 - 5                     | Delémont        |
| Brugg             | 1 - 3 d.t.s.              | Buochs          |
| Chiasso           | 1 - 4                     | Lugano          |
| Monthey           | 2 - 1                     | Yverdon         |
| Muttenz           | 1 - 3                     | Red Star Zurigo |
| Rapperswil-Jona   | 0 - 3                     | Winterthur      |
| Tuggen            | 0 - 4                     | Locarno         |
| Lyss              | 2 - 1                     | Serrières       |
| Cham              | 0 - 4                     | Baden           |
| 21 settembre 1997 |                           |                 |
| Marly             | 0 - 4                     | Young Boys      |

## Sedicesimi di finale
| Squadra 1        | Risultato                 | Squadra 2       |
| ---------------- | ------------------------- | --------------- |
| 15 novembre 1997 |                           |                 |
| Red Star Zurigo  | 0 - 6                     | Grasshoppers    |
| Buochs           | 2 - 7 d.t.s.              | Basilea         |
| Young Boys       | 1 - 4                     | Losanna         |
| Lugano           | 5 - 0                     | SV Sciaffusa    |
| Winterthur       | 1 - 1 d.t.s. (7-6 d.c.r.) | Lucerna         |
| Meyrin           | 3 - 1                     | Lyss            |
| 16 novembre 1997 |                           |                 |
| YF Juventus      | 2 - 4                     | Wil             |
| Sciaffusa        | 0 - 1 d.t.s.              | Zurigo          |
| Delémont         | 2 - 2 d.t.s. (3-4 d.c.r.) | Sion            |
| Bellinzona       | 1 - 3                     | San Gallo       |
| Stade Nyonnais   | 1 - 2                     | Neuchâtel Xamax |
| Vevey            | 0 - 4                     | Servette        |
| Monthey          | 0 - 1                     | Thun            |
| Soletta          | 1 - 3                     | Étoile Carouge  |
| Locarno          | 1 - 4                     | Kriens          |
| Baden            | 1 - 4                     | Aarau           |

## Ottavi di finale
| Squadra 1        | Risultato                 | Squadra 2    |
| ---------------- | ------------------------- | ------------ |
| 22 febbraio 1998 |                           |              |
| Wil              | 0 - 0 d.t.s. (6-5 d.c.r.) | Zurigo       |
| Sion             | 1 - 2 d.t.s.              | San Gallo    |
| Neuchâtel Xamax  | 2 - 0                     | Basilea      |
| Lugano           | 1 - 0                     | Servette     |
| Thun             | 2 - 1                     | Grasshoppers |
| Winterthur       | 1 - 3                     | Losanna      |
| Étoile Carouge   | 3 - 3 d.t.s. (3-0 d.c.r.) | Kriens       |
| 1º aprile 1998   |                           |              |
| Meyrin           | 2 - 5                     | Aarau        |

## Quarti di finale
| Squadra 1      | Risultato                 | Squadra 2       |
| -------------- | ------------------------- | --------------- |
| 12 aprile 1998 |                           |                 |
| Lugano         | 1 - 0                     | Aarau           |
| 12 aprile 1998 |                           |                 |
| Wil            | 2 - 1                     | Étoile Carouge  |
| Losanna        | 1 - 1 d.t.s. (4-1 d.c.r.) | Neuchâtel Xamax |
| Thun           | 0 - 5                     | San Gallo       |

## Semifinali
| Squadra 1      | Risultato | Squadra 2 |
| -------------- | --------- | --------- |
| 5 maggio 1998  |           |           |
| Wil            | 0 - 2     | Losanna   |
| 13 maggio 1998 |           |           |
| San Gallo      | 2 - 1     | Lugano    |

## Finale
| Squadra 1 | Risultato                 | Squadra 2 |
| --------- | ------------------------- | --------- |
| Losanna   | 2 - 2 d.t.s. (4-3 d.c.r.) | San Gallo |

| Arbitro: | Andreas Schluchter |

| |                      | |
| Rehn 58’ Thurre 89’ | Marcatori            | 30’ Vurens 48’ Vurens |
| Celestini Londono Douglas Puce | Tiri di rigore 4 – 3 | Hellinga Sène Fiechter Zwyssig Bühlmann |
| · Brunner · Hottiger · Puce · 29’ 69’ Vardanyan · Hänzi · 52’ Ohrel · 80’ Piffaretti · Rehn · Celestini · N'kufo · 89’ Thurre · 52’ Douglas · 69’ Londono · 80’ Carrasco | Formazioni           | · Stiel · Zellweger · Zwyssig · Tsawa 73’ · Dal Santo · Müller · Slavtchev 39’ 69’ · Hellinga · Bühlmann · Vurens · Vidallé 90’ 91’ · Sène 69’ · Fiechter 73’ · Pereira 91’ |
| Georges Bregy | Allenatori           | Roger Hegi |